# Czad na Letnich Igrzyskach Olimpijskich 2004
Czad na Letnich Igrzyskach Olimpijskich 2004 reprezentowało 2 sportowców.

## Skład kadry

### Lekkoatletyka
Mężczyźni:
- Djikoloum Mobele - bieg na 100 m - nie startował

Kobiety:
- Kaltouma Nadjina - bieg na 400 m - Runda 1: 51,50 s, Półfinał: 51,57 s